# Mathias-Marie Duval
Mathias-Marie Duval (Grasse, 7 de fevereiro de 1844 - ?, 1907) foi um professor francês de anatomia e histologia. 
Era o filho do botânico Joseph Duval-Jouve (1810-1883).